# Паляти
Паляти (пол. Palaty) — село в Польщі, у гміні Ґрабув-над-Просною Остшешовського повіту Великопольського воєводства.
Населення — 502 особи (2011).
У 1975-1998 роках село належало до Каліського воєводства.

## Демографія
Демографічна структура станом на 31 березня 2011 року:
|          | Загалом | Допрацездатний вік | Працездатний вік | Постпрацездатний вік |
| -------- | ------- | ------------------ | ---------------- | -------------------- |
| Чоловіки | 230     | 51                 | 165              | 14                   |
| Жінки    | 272     | 66                 | 177              | 29                   |
| Разом    | 502     | 117                | 342              | 43                   |